# Thomas Albert Sebeok
Thomas Albert Sebeok (Budapest, 9 novembre 1920 – Bloomington, 21 dicembre 2001) è stato un semiologo ungherese naturalizzato statunitense.
Egli espanse la semiotica includendovi anche i segnali e i sistemi di comunicazione non umani, coniando il termine zoosemiotica
e sollevando questioni proprie della filosofia della mente. Fu anche uno dei fondatori della biosemiotica.
Basandosi sul suo campo di competenza, Sebeok tendeva a rifiutare gli esperimenti sulle presunte capacità linguistiche dei primati, come quelle descritte da David Premack, assumendo l'esistenza di un substrato più profondo e significativo: la funzione semiotica.
Nel 1944 divenne cittadino naturalizzato statunitense.
Sebeok fu il capo redattore della rivista "Semiotica", il periodico leader in quel campo, dalla sua fondazione nel 1969 al 2001. Fu anche editore della serie di volumi "Approaches to Semiotics" e dell' "Encyclopedic Dictionary of Semiotics".
Dopo la sua morte, la sua ricca collezione di opere sulla biosemiotica è state trasferita in Estonia e attualmente appartiene alla facoltà di Semiotica dell'Università di Tartu.

## Comunicare oltre i millenni
Nel 1984 Sebeok studiò, su incarico dell'Office of Nuclear Waste Isolation, come segnalare pericolo e allarme attorno ad un sito di stoccaggio di scorie radioattive con messaggi che rimanessero comprensibili per almeno 10.000 anni (dati i tempi di decadimento della radioattività), visto che su tali durate è probabile che intervengano profonde mutazioni storiche e quindi anche linguistiche.
Nel rapporto che ne derivò, Sebeok prese in esame e scartò molte diverse ipotesi concludendo col proporre - così sintetizza Eco - "una sorta di casta sacerdotale" che "mantenga viva la conoscenza del pericolo, creando miti, leggende e superstizioni".